# Františkánský klášter (Paříž)
Františkánský klášter v Paříži (francouzsky couvent Saint-François de Paris) se nachází v ulici Rue Marie-Rose 7 ve 14. obvodu.
Cihlová stavba byla postavena ve 30. letech 20. století. Část kláštera je přístupná veřejnosti. Za německé okupace byl otec Corentin Cloarec (1894–1944) zpovědníkem francouzských odbojářů a po udání byl 28. června popraven. V roce 1945 byla přilehlá ulice pojmenována na jeho počest Rue du Père-Corentin.
Od roku 1997 jsou některé části kláštera (klenba, interiér, schodiště, chodba a ambit) chráněny jako historické památky.